# Walter Arndt
Pour les articles homonymes, voir Arndt.
Walter Arndt est un médecin et un zoologiste allemand, né le 8 janvier 1891 à Landeshut-en-Silésie et mort probablement le 26 juin 1944 à la prison de Brandebourg.

## Biographie
Il est le fils de Fedor Arndt et de Klara née Conrad. Il étudie à l’université de Breslau et fait des voyages d’études en Norvège en 1911, en Corse en 1913 et dans le Haut Tauern en 1920. Il est bénévole, en 1920-1921, à l’Institut de zoologie de l’université de Breslau ainsi qu’au muséum de l'université. En 1921, il devient assistant au musée d'histoire naturelle de Berlin, conservateur en 1925 et professeur en 1931. Il étudie l'hydrochimie de la mer du Nord. Il est nommé en 1938 à la Commission internationale de nomenclature zoologique.
Il est notamment l’auteur de nombreux articles scientifiques. Il est également rédacteur en chef de la Fauna Arctica.
Les autorités nazies le condamnent à mort à cause des critiques qu’il porte contre le régime. Malgré la mobilisation d’universitaires, il est exécuté en 1944 à l’âge de 53 ans. Son corps fut confié au docteur Hermann Stieve.

## Liste partielle des publications
- 1935 : Tierwelt Nord und Ostsee.
- 1938 : Spongiologica Unterssuchungen am Orchrida-See.
- 1940 : Bibliographia spongiologica. I: Spongiae utiles W. Junk, (La Haye) : 114 pp.
- 1943 : Das ‘Philippinische Elefantenohr’ Spongia thienemanni n. sp. Zugleich ein Ueberblick über unsere bisherige Kenntnis des Vorkommens geographischer Rassen bei Meeresschwämmen. Arch. Hydrobiol., 40 : 381-443 pls 11-66